# 拉尤
拉尤（Layou）是加勒比海島國聖文森特和格林納丁斯聖安德魯區的一个城鎮，也是該區的首府，位於該島西南海岸，距離該國首都金斯敦6公里。該地有郵局、警察局和圖書館。該地另外有兩個沙石場。
1. ↑  . Wikimapia.   [2 March 2013]. （原始内容存档于2018-01-16）.
2. ↑  .   [29 October 2017]. （原始内容存档于2017-12-28）.